# Grey Holiday
Grey Holiday fue un grupo de música cristiana contemporánea y rock cristiano originario de Texas, Estados Unidos. El grupo, que pertenecía a Essential Records, estaba formado por el vocalista Matt Minor, el guitarrista Steven Bedingfield, el bajista R.T. Bodet y el baterista Josh Fenoglio. Se hicieron conocidos por temas como «Let Go», que alcanzó la segunda ubicación del listado cristiano de la revista R&R en diciembre de 2007 y por «You Belong To Me», que fue parte de la banda sonora de la película A prueba de fuego. En agosto de 2008, el grupo se disolvió.

## Historia
Grey Holiday se fundó en Texas por un grupo de amigos estudiantes de la Universidad Southwestern que simplemente "querían divertirse haciendo música". Steven y Matt fueron los primeros en tener la idea de formar una banda y comenzaron tocando por años en locales menores y otros escenarios. Ante la falta de integrantes, pidieron a sus amigos R.T. y Josh si querían unirse a ellos, a lo cual aceptaron. Sin embargo, R.T. no había tocado el bajo antes y Josh no sabía nada de la batería. Sin embargo, las incontables hora de prácticas ayudó a los chicos que a la vez eran compañeros de cuarto.
Comenzaron presentándose en escenarios locales tocando temas versionados de Dave Matthews Band y Jars of Clay hasta que decidieron hacer su propia música pop/rock, que acompañaba el mensaje que transmitían, reflejando la influencia de artistas británicos como Muse, Bloc Party y Ed Harcourt.

### Nombre de la banda
Según explica Steven: "Básicamente queríamos dos palabras que juntas sonaran genial, pero el nombre conlleva un significado diferente y simbólico que tiene que ver con el sacrificio de Jesús en la cruz. El término 'grey' (gris) refleja la muerte y la pena que Cristo sufrió mientras que 'holiday' (festividad) representa la bondad alegre y eterna que también vino a causa de su resurrección."

### Primeros trabajos yThe Glorious Revolution
Lanzan en marzo de 2004 y abril de 2006 dos EPs: The Low, grabado en San Antonio, y The Afterglow hasta que firmaron con Essential Records, luego que el ingeniero y productor Mitch Dane los escuchó y los llevó a Nashville, Tennessee. Bajo este sello discográfico lanzan su primer álbum titulado The Glorious Revolution, el 25 de septiembre de 2007, el cual fue producido por Jason Ingram. «Let Go» fue el primer sencillo de la banda, el cual tuvo su propio video musical.
El tema «You Belong To Me» se hizo bastante conocido en el mundo cristiano, apareciendo también como parte de la banda sonora de películas como A prueba de fuego y The Grandfathers.

## Miembros de la banda

### Exmiembros
- Matt Minor – Voz principal, teclados y guitarra
- Steven Bedingfield – Guitarra, programación, voz de apoyo
- R.T. Bodet – Bajo
- Josh Fenoglio – Batería

## Discografía
- The Low EP (2004)
- The Afterglow EP (2006)
- The Glorious Revolution (2007)